# Diana
diana（ディアーナ）は、プロ野球・横浜DeNAベイスターズのオフィシャルパフォーマンスチームの名称である。

## 概要
- dianaは、2006年にプロ野球横浜ベイスターズの公式チアリーディングチームとして結成され、同年5月5日にデビューした[1]。2015年に公式サポーティングガールズユニットに体制変更し、2018年からはオフィシャルパフォーマンスチームとして活動を行う[2]。ここではチアリーディングチーム時代を初期diana、サポーディングガールズユニット時代を第2期diana、オフィシャルパフォーマンスチーム時代を第3期dianaとして記述する。
- dianaとは、イタリア語で『月の女神』の意味で、「横浜ベイスターズを明るく輝かせる『勝利の女神』となること。」という意味が込められている。その為、ダイアナとは発音せずディアーナと発音する。

### 初期diana時代(2006年～2014年)
- メンバーは、毎年オーディションで選ばれた十数名で構成される。
- 活動内容は、主催公式戦でのダンスパフォーマンス、YYパーク（イベント広場）でのパフォーマンスショーに加え、試合中のボールガールやリリーフカーの運転なども行う。公式戦がない日は、二軍の横須賀スタジアムでスタッフとして活動する場合もある。更には、神奈川県で行われる各種イベント、TBS系のイベントに出演することがある。
- 2008年8月15日より公式ブログ「diana blog!」が開設され、メンバーが順番に日記を公開していた。2012年度より公式サイトにあった活動紹介ブログに統合された。

#### スローガン
- 親会社がDeNAになった2012年より、dianaのチームスローガンを掲げるようになった。
- 2012年は、「継承と革新」である。[3]
- 2013年、2014年は、「Always Full Swing ～勝利の喜びを共に～」である。[4]

### 第2期diana時代(2015年～2017年)
- メンバーは、毎年オーディションで選ばれた十数名で構成される。
- 本拠地主催試合でのパフォーマンス、「BAYビアガーデン」内特設ステージでのパフォーマンスショーに加え、神奈川県の幼稚園訪問やイベントにも参加。中にはチアスクールの講師も務めるメンバーもいる。
- 2015年には「BIG WAVE」、2016年には「笑顔の魔法」をリリースした他、2016年8月にはTOKYO IDOL FESTIVAL 2016にも出演。
- 年１回「dianaファンミーティング」というイベントも開催した。

### 第3期diana時代(2018年～)
- メンバーは、毎年オーディションで選ばれた十数名で構成される。2018年のオーディションには過去最多の304名の応募があった[5]。2018年から翌年1月に、当該年度のdiana最後のパフォーマンスとなるイベント「THE FINALS」を開催。[6]

## メンバー

### 2024年(19期)[7]
| Fuka｛19-23年｝C | Aki｛21-23年｝VC | Misa｛22-23年｝ | Shizuku｛22-23年｝ |
| Sae｛22年｝      | Arisa｛23年｝    | Misaki｛23年｝  | Rei｛23年｝        |
| Yukiha｛23年｝VC | Aya              | Ayaka           | Ayari              |
| Kazuki           | Mirei            | Natsuki         | Noa                |
| Rico             | Sakura           | Saya            |                    |

### 2023年(18期)[8]
| Fuka｛19-22年｝ C | Sarasa｛20-22年｝ | Aki｛21-22年｝ | Mii｛21-22年｝ |
| Miu｛21-22年｝    | Rie｛21-22年｝    | Koto｛22年｝   | Misa｛22年｝   |
| Ren｛22年｝       | Shizuku｛22年｝   | Arisa          | Iroha          |
| Misaki            | Nagisa            | Rei            | Reina          |
| Shione            | Yui               | Yukiha         |                |

※Nagisaはシーズン途中で脱退

### 2022年(17期)
| Junon｛18-21年｝ | Fuka｛19-21年｝C  | Rina｛19-21年｝ | Natsu｛20-21年｝ |
| Sara｛20-21年｝  | Sarasa｛20-21年｝ | Aki｛21年｝     | Mii｛21年｝      |
| Miu｛21年｝      | Rie｛21年｝       | Rinka｛21年｝VC | Koto             |
| Misa             | Nana              | Ren             | Sae              |
| Saki             | Shizuku           | Yui             |                  |

※RinkaとSakiはシーズン途中で脱退

### 2021年(16期)
| Aira｛18-20年｝ | Junon｛18-20年｝ | Mina｛18-20年｝ | Fuka｛19-20年｝C |
| Rina｛19-20年｝ | Yuuka｛19-20年｝ | Natsu｛20年｝   | Sara｛20年｝VC   |
| Sarasa｛20年｝  | Aki              | Arun            | Fuu              |
| Mayu            | Mii              | Miu             | Rie              |
| Rinka           | Sakura           |                 |                  |

### 2020年(15期)

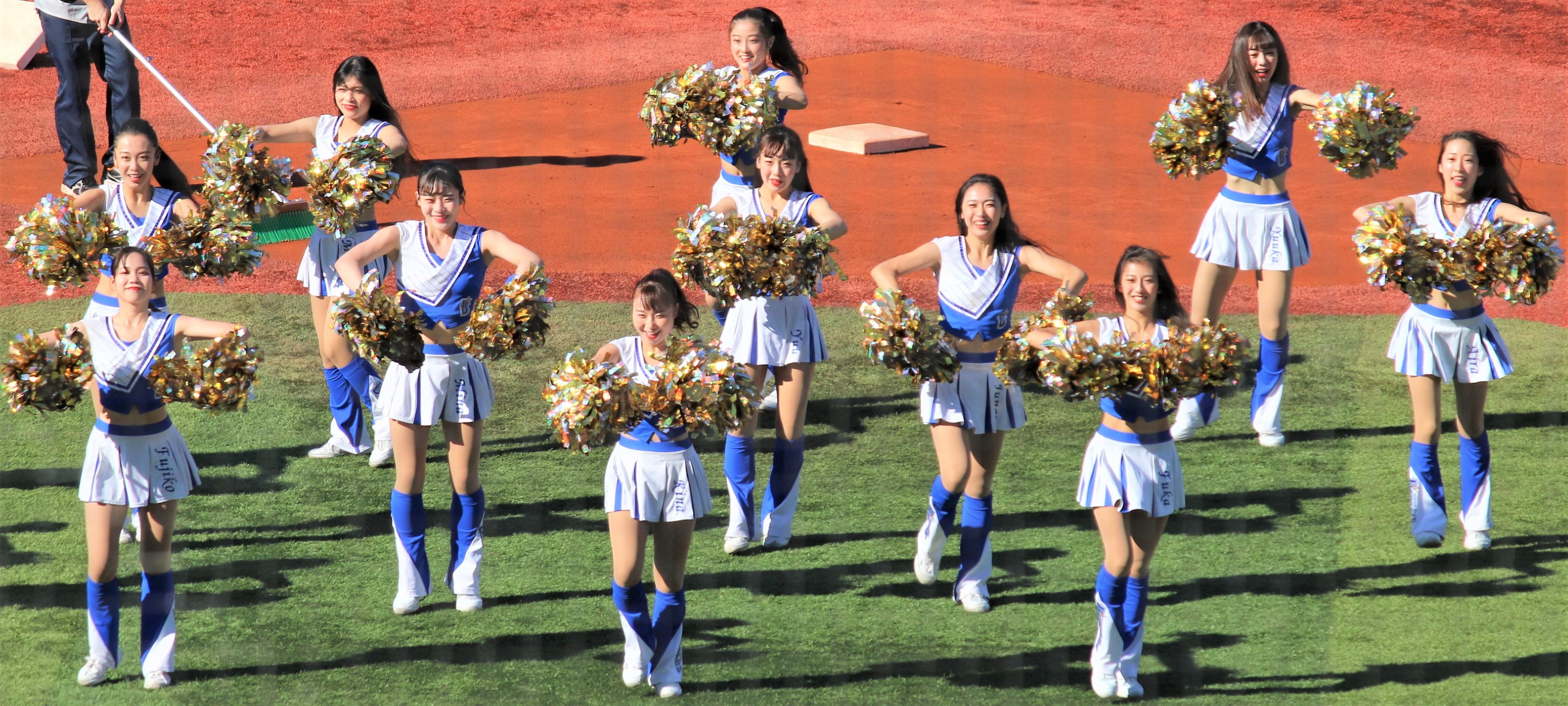
2020年10月25日横浜スタジアムにて

| Aoi｛18-19年｝    | Aira｛18-19年｝ | Fuko｛18-19年｝    | Junon｛18-19年｝ |
| Maho｛18-19年｝VC | Mina｛18-19年｝ | Mitsuki｛18-19年｝ | Fuka｛19年｝C    |
| Rina｛19年｝      | Yuu｛19年｝     | Yuuka｛19年｝      | Aya              |
| Fujiko            | Honoka          | Minami             | Natsu            |
| Saki              | Sara            | Sarasa             | Suzu             |

### 2019年(14期)
| Yayoi｛18年｝C  | Aoi｛18年｝VC | Yukina｛18年｝VC | Aira｛18年｝ |
| Fuko｛18年｝    | Junon｛18年｝ | Maho｛18年｝     | Mina｛18年｝ |
| Mitsuki｛18年｝ | Yumi｛18年｝  | Aimi             | Ayano        |
| Fuka            | Manami        | Miyu             | Rei          |
| Rina            | Saya          | Yuu              | Yuuka        |

### 2018年(13期)

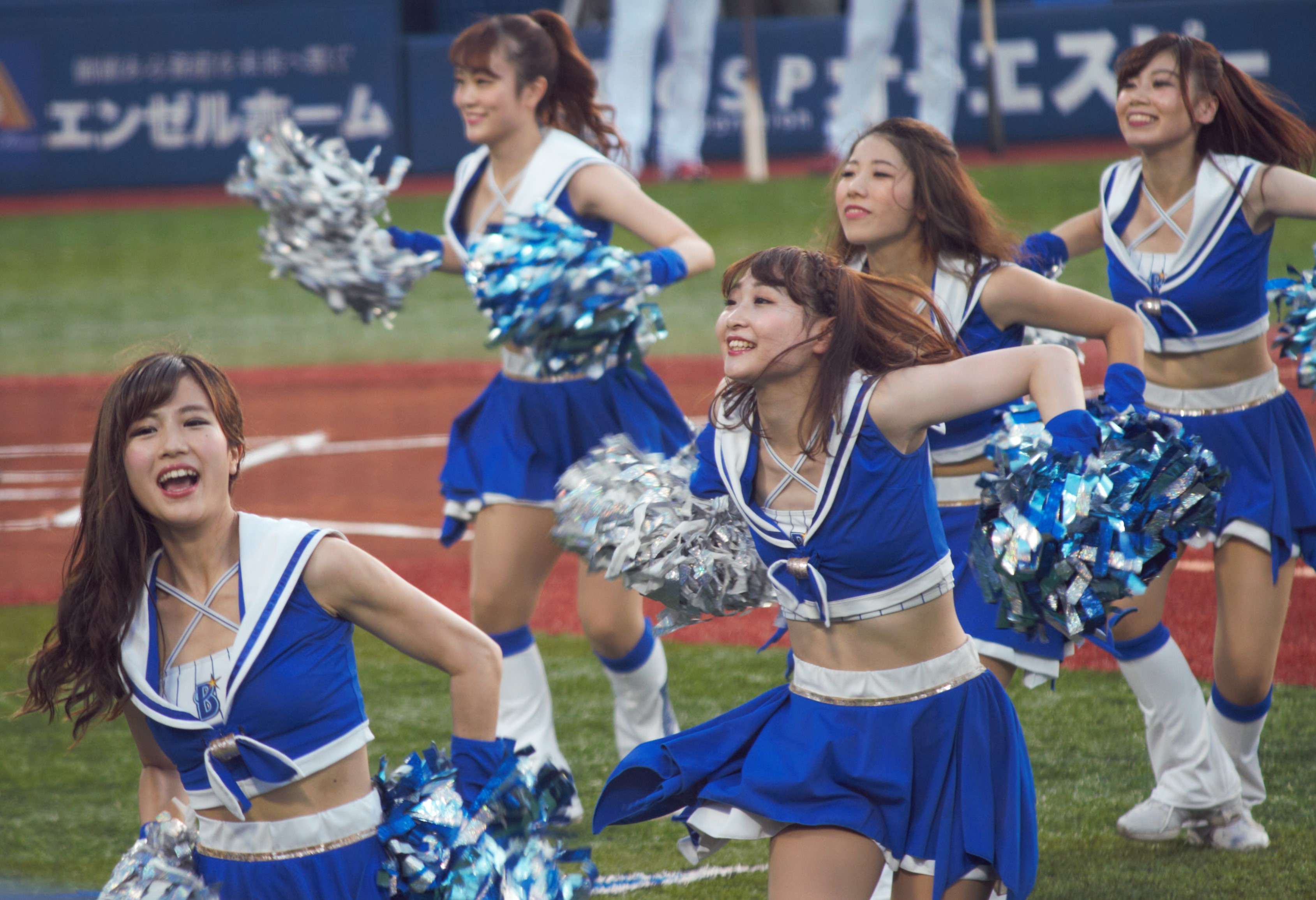
2018年8月5日、横浜スタジアムにて

| Ayumi(鈴木 あゆみ)｛15-17年｝C | Ayaka(若槻彩香)｛16-17年｝VC | Cyan｛15-17年｝ |
| Emily｛17年｝                  | Shiho｛17年｝                | Fuko            |
| Mitsuki                        | Aira                         | Manami          |
| Saori                          | Maho                         | Mai｛14年｝     |
| Kyoka                          | Yayoi                        | Yukina          |
| Junon                          | Aoi                          | Mina            |
| Natsumi ※｛22年｝BLUE LEGENDS  | Yumi                         |                 |

### 2017年(12期)
| Ayumi(鈴木 あゆみ)｛15-16年｝ | Yuna｛14-16年｝ | Ayaka(若槻彩香)｛16年｝ |
| Emily                         | Cyan｛15-16年｝ | Chiaki ※元BLUE LEGENDS  |
| Riho                          | Yuri            | Kanako                  |
| Hina                          | Ari             | Shiho                   |

### 2016年(11期)
| Yuna｛14-15年｝                   | 小林亜衣(こばやし あい)｛15年｝ | 小谷津友里(こやつ ゆり)｛15年｝ |
| 鈴木あゆみ(すずき あゆみ)｛15年｝ | 中村比菜(なかむら ひな)｛15年｝ | Cyan｛15年｝                    |
| Mami｛15年｝                      | 若槻彩香(わかつき あやか)       |                                 |
| Sayaka                            | 村瀬らむ(むらせ らむ)           | あず沙(あずさ)                  |
| 橘亜李彩(たちばな ありさ)         |                                 |                                 |

### 2015年(10期)

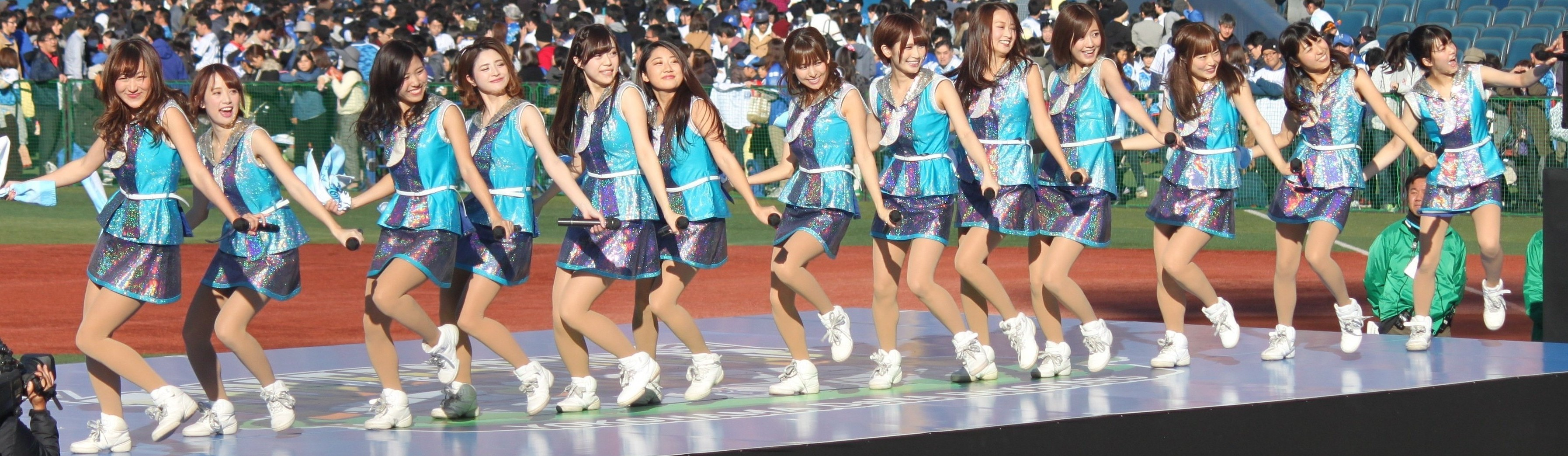
2015年11月28日、横浜スタジアムにて

| 彩花(あやか)｛11-14年｝                               | 鈴木栞(すずき しおり)｛11-14年｝ ※｛16-17年｝ファイターズガール | Yuna｛14年｝                |
| 小玉智由実(こだま ちゆみ) ※｛18年｝ファイターズガール | 小林亜衣(こばやし あい)                                         | 小林花桜里(こばやし かおり) |
| 小谷津友里(こやつ ゆり)                               | 鈴木あゆみ(すずき あゆみ)                                       | 中村比菜(なかむら ひな)     |
| 松山有華(まつやま ゆうか)                             | 山吹香織(やまぶき かおり)                                       | 横尾あさ子(よこお あさこ)   |
| Cyan                                                  | Mami                                                            |                             |

### 2014年(9期)

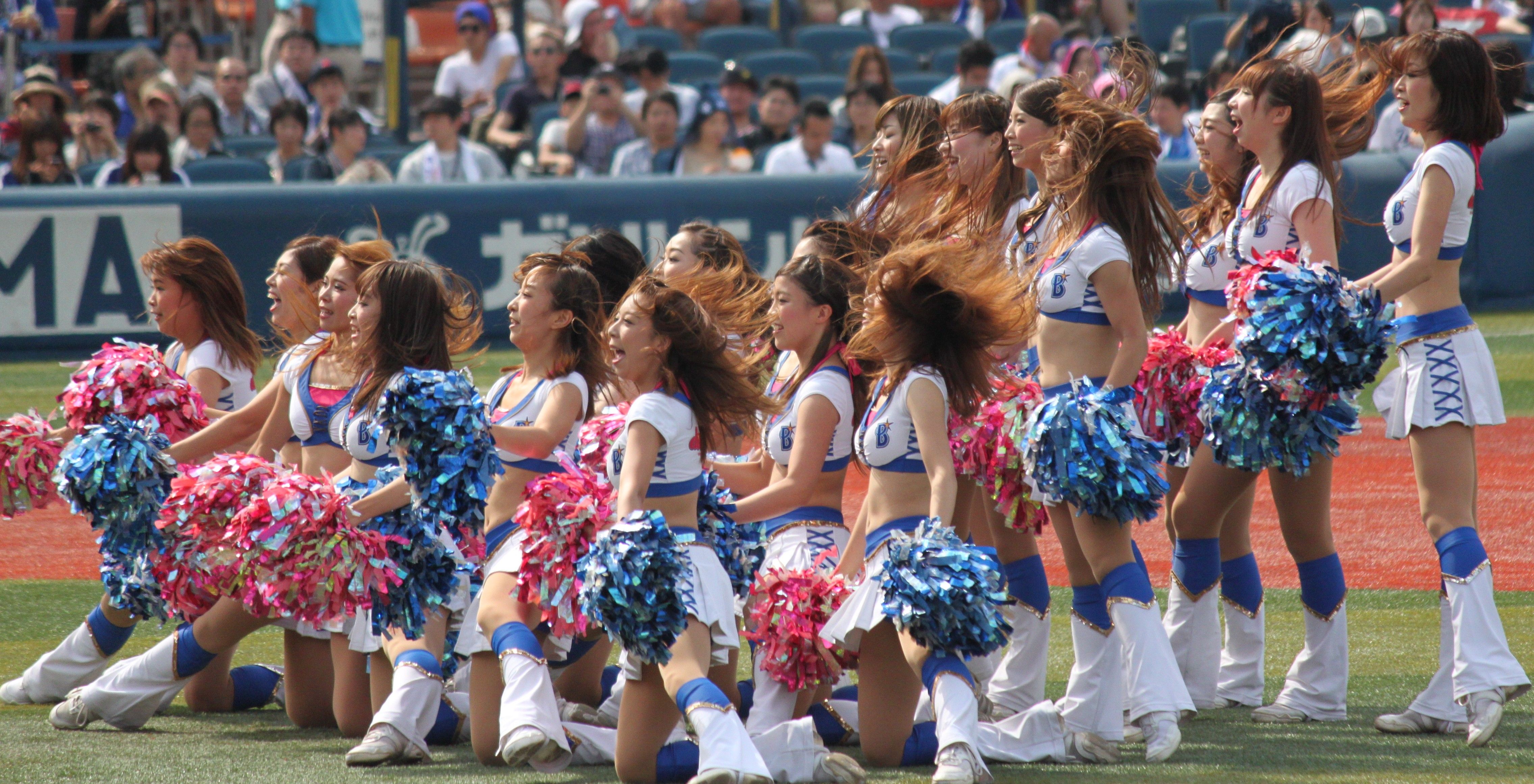
2014年9月15日、横浜スタジアムにて

| Saria｛12-13年｝C | Ayaka｛11-13年｝         | Shiori｛11-13年｝ | Shiho｛11年,13年｝           |
| Tomo｛12-13年｝   | Yuuki｛12-13年｝         | Ayami｛13年｝     | Miho｛13年｝                 |
| Moe｛13年｝       | Sayaka｛13年｝ ※B-ROSEへ | Yuina｛13年｝     | Kazuki ※ファイターズガールへ |
| Satomi            | Chinami                  | Nahoko            | Mai                          |
| Misa              | Yuna                     |                   |                              |

### 2013年(8期)
| Natsuki｛11-12年｝C | Ayaka｛11-12年｝VC | Risa｛07-09年,11-12年｝PD | Hitomi｛10-12年｝ |
| Mari｛11-12年｝     | Ruri｛11-12年｝    | Shiori｛11-12年｝         | Reika｛12年｝     |
| Saria｛12年｝       | Tomo｛12年｝       | Yuuki｛12年｝             | Shiho｛11年｝     |
| Ayami               | Miho               | Moe                       | Sayaka            |
| Yuina               | Yuuka              |                           |                   |

### 2012年(7期)

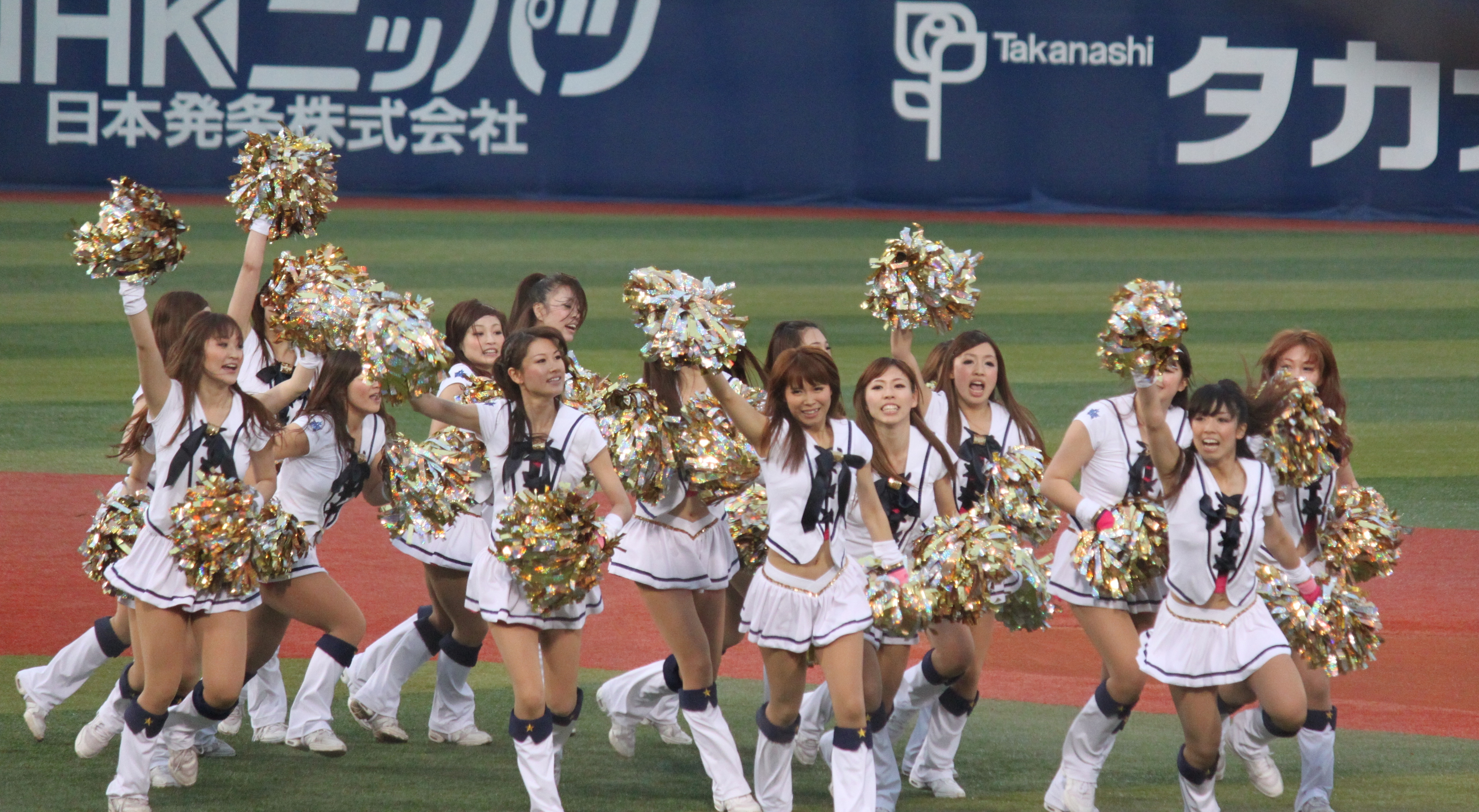
2012年5月1日　横浜スタジアムにて

| Emina｛06-09年,11年｝C | Risa｛07-09年,11年｝PD | Yui｛10-11年｝ | Hitomi｛10-11年｝ |
| Ruri｛11年｝           | Natsuki｛11年｝        | Mari｛11｝     | Shiori｛11年｝    |
| Ayaka｛11年｝          | Ree｛10年｝            | Tomo           | Reika             |
| Chihiro                | Michiru                | Minori         | Saria             |
| Azu                    | Yuri                   | Yuuki          | Ari               |

### 2011年(6期)

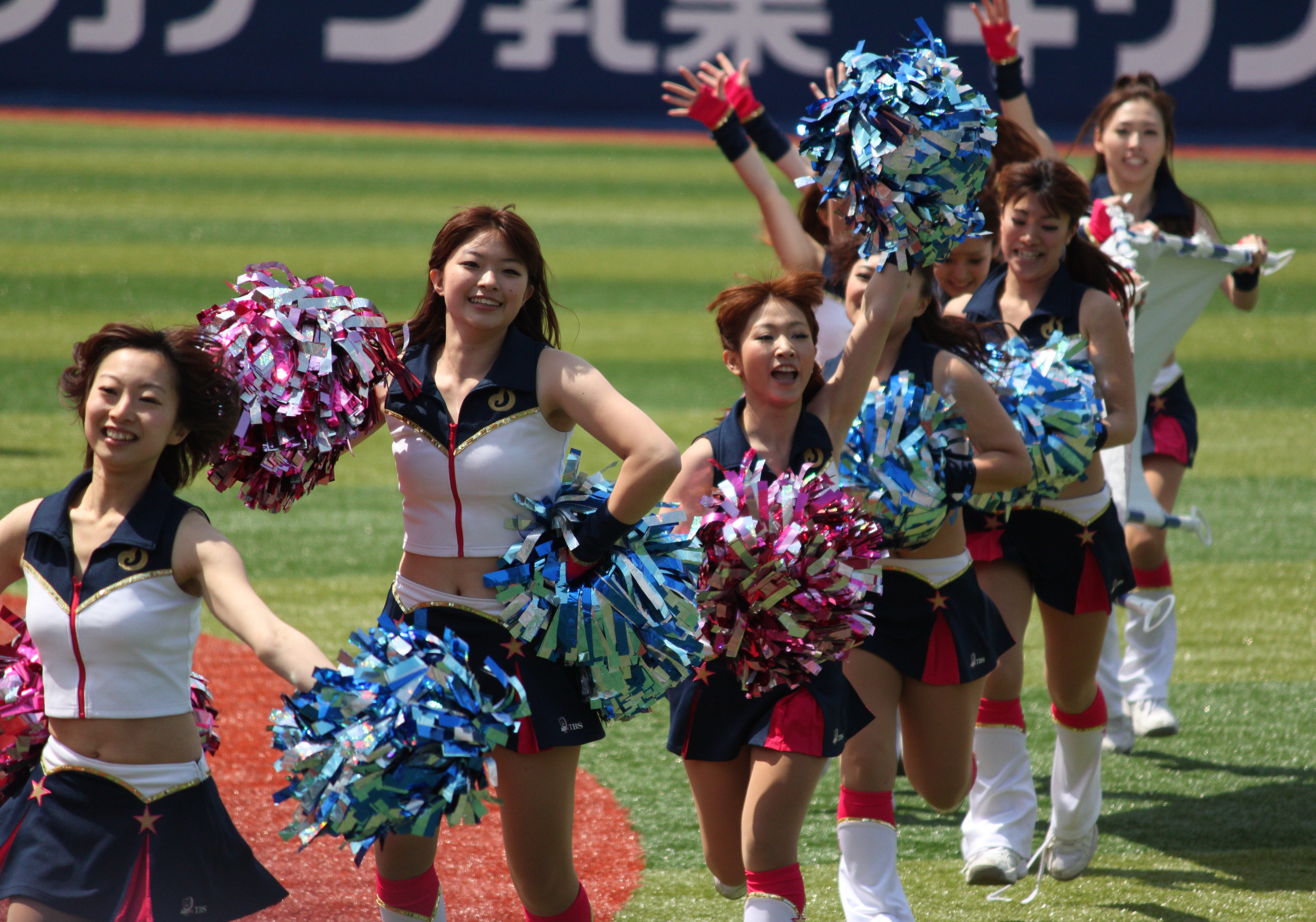
2011年4月29日　横浜スタジアムにて

| 岩田えみな(いわた えみな)｛06年-09年｝PD | 野村梨紗(のむら りさ)｛07-09年｝PD | 青木いつみ(あおき いつみ)｛10年｝ |
| 久保田優衣(くぼた ゆい)｛10年｝          | 小暮ひとみ(こぐれ ひとみ)｛10年｝  | 田頭美穂(たがしら みほ)｛10年｝   |
| 角田恵(つのだ めぐみ)｛10年｝            | 吉田めぐみ(よしだ めぐみ)｛10年｝  | 青柳るり(あおやぎ るり)           |
| 安東志保(あんどう しほ)                  | 大江智依子(おおえ ちえこ)          | 岡本愛子(おかもと あいこ)         |
| 鏡夏木(かがみ なつき)                    | 小塚真里奈(こづか まりな)          | 鈴木ありさ(すずき ありさ)         |
| 松澤未貴(まつざわ みき) ※元BLUE WINDS    | 鈴木栞(すずき しおり)              | 中村彩花(なかむら あやか)         |

### 2010年(5期)
| 島貫奈菜(しまぬき なな)｛08-09年｝L | 氏原麻衣(うじはら まい)｛09年｝SL | 関彩乃(せき あやの)｛09年｝               |
| 中林咲子(なかばやし さきこ)｛09年｝ | 秦ひかる(はた ひかる)｛09年｝     | ペトロネラ青葉(ぺとろねら あおば)｛09年｝ |
| 青木いつみ(あおき いつみ)           | 石川芽里(いしかわ めり)           | 久保田優衣(くぼた ゆい)                   |
| 小暮ひとみ(こぐれ ひとみ)           | 坂入衣代菜(さかいり いよな)       | 櫻井美波(さくらい みなみ)                 |
| 高城みなみ(たかぎ みなみ)           | 田頭美穂(たがしら みほ)           | 角田恵(つのだ めぐみ)                     |
| 長野里香(ながの りか)               | 三橋璃佳(みつはし りか)           | 吉田めぐみ(よしだ めぐみ)                 |

### 2009年(4期)
| 岩田えみな(いわた えみな)｛06-08年｝L | 野村梨紗(のむら りさ)｛07-08年｝  | 磯貝さゆり(いそがい さゆり)｛08年｝ ※埼玉アストライアKirarisへ |
| 島貫奈菜(しまぬき なな)｛08年｝       | 高田美帆(たかだ みほ)｛08年｝     | 新山陽子(にいやま ようこ)｛08年｝ ※トリコロールマーメイズへ    |
| 山下幸絵(やました さちえ)｛08年｝     | 氏原麻衣(うじはら まい)           | 押田聡美(おしだ さとみ)                                        |
| 川島麻里奈(かわしま まりな)           | 菅野真実(かんの まみ)             | 小島順惠(こじま よりえ)                                        |
| 小中千恵(こなか ちえ)                 | 関彩乃(せき あやの)               | 中林咲子(なかばやし さきこ)                                    |
| 秦ひかる（はた ひかる）               | ペトロネラ青葉(ぺとろねら あおば) | 矢島知子(やじま ともこ)                                        |

### 2008年(3期)

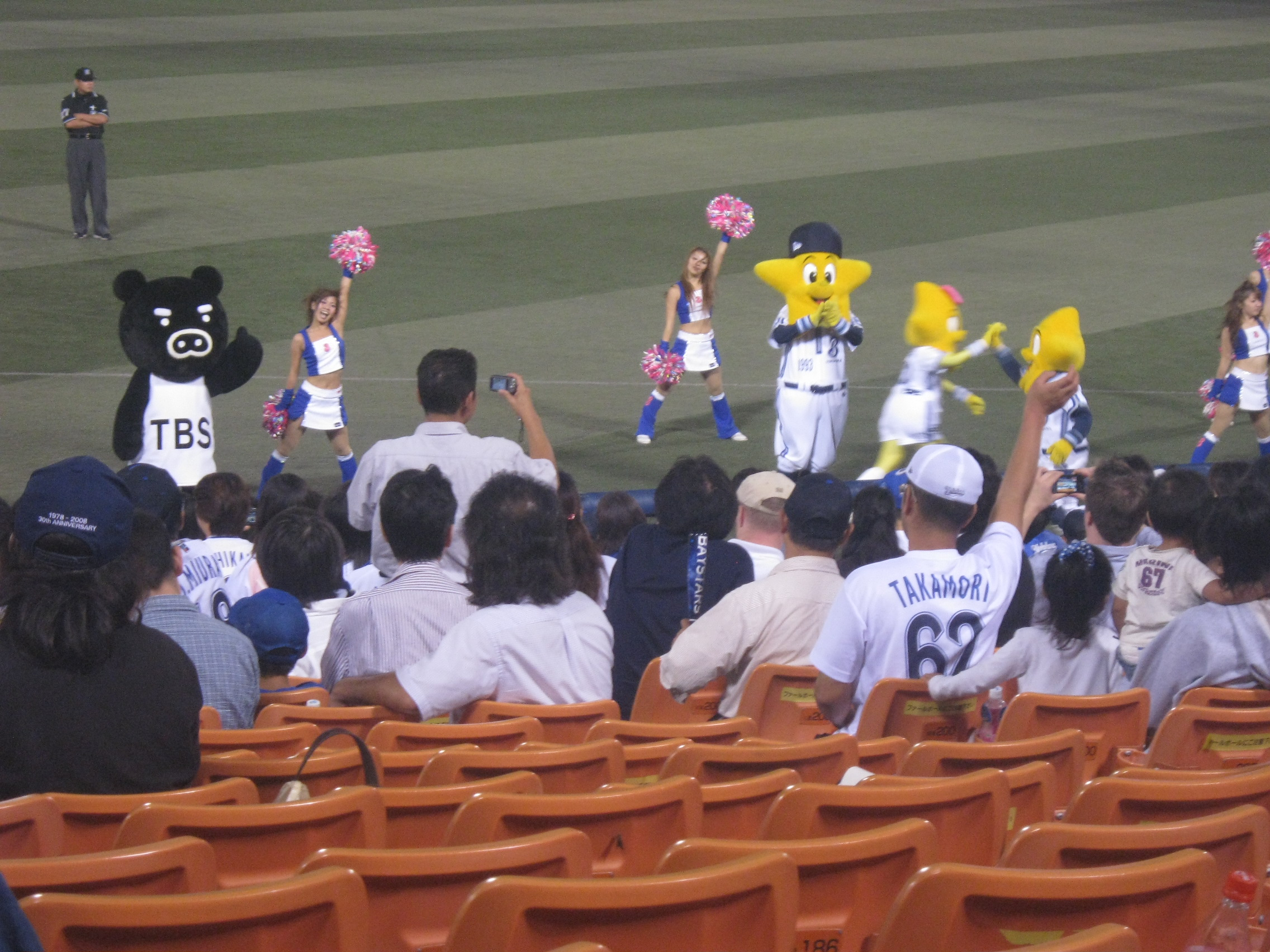

| 岩田えみな(いわた えみな)｛06-07年｝L | 野村梨紗(のむら りさ)｛07年｝ | 磯貝さゆり(いそがい さゆり)               |
| 久保田仲美(くぼた なかみ)             | 西郷みゆき(さいごう みゆき)   | 澤田美有(さわだ みゆ)                     |
| 島貫奈菜(しまぬき なな)               | 高田美帆(たかだ みほ)         | 坪井安奈(つぼい あんな)                   |
| 永嶋芙佳(ながしま ふうか)             | 新山陽子(にいやま ようこ)     | 長谷部恵美(はせべ えみ)                   |
| 馬塲由枝(ばば よしえ)                 | 松原智美(まつばら ともみ)     | 本池由実(もといけ ゆみ) ※Bs Dreamsへ      |
| 山下幸絵(やました さちえ)             | 李暁頴(り ぎょうえい）        | 吉田彩恵子(よしだ さえこ) ※エンジェルスへ |

### 2007年(2期)
| 伊藤由梨(いとう ゆり)｛06年｝ ※B-ROSEへ | 岩田えみな(いわた えみな)｛06年｝ | 大須賀莉紗(おおすが りさ)｛06年｝   |
| 高孝奈(たか ゆきな)｛06年｝ ※B-ROSEへ   | 野口菜菜(のぐち なな)｛06年｝     | 原澤みなみ(はらさわ みなみ)｛06年｝ |
| 細島彩夏(ほそじま あやか)｛06年｝       | 熊瀬成美(くませ なるみ)           | 栗原誉子(くりはら たかこ)           |
| 瀬沼みなみ(せぬま みなみ)               | 部田ひとみ(とりた ひとみ)         | 中森美希子(なかもり みきこ)         |
| 野村梨紗(のむら りさ)                   | 松本樹里(まつもと じゅり)         | 真鍋杏奈(まなべ あんな)             |
| 横田香代(よこた かよ)                   | 吉田美穂(よしだ みほ)             | 吉野砂里(よしの さり) ※元M☆Splash!! |
| 渡邉裕子(わたなべ ゆうこ）              |                                   |                                     |

### 2006年(1期)
| 山本百合子(やまもと ゆりこ) L | 阿部実佑季(あべ みゆき)     | 伊藤由梨(いとう ゆり)     |
| 岩田えみな(いわた えみな)     | 大須賀莉紗(おおすが りさ)   | 衣笠築美(きぬがさ つくみ) |
| 佐藤菜見子(さとう なみこ)     | 高孝奈(たか ゆきな)         | 富山寛子(とみやま ひろこ) |
| 野口菜菜(のぐち なな)         | 原澤みなみ(はらさわ みなみ) | 日高槙(ひだか まき)       |
| 細島彩夏(ほそじま あやか)     | 堀切恵(ほりきり めぐみ)     | 吉田ちいほ(よしだ ちいほ) |

※L：リーダー、SL：サブリーダー、C:キャプテン、VC:バイスキャプテン、PD：プレイングディレクター

## ディレクター
- 2006年～2014年　森夕希子 テクニカルディレクター
- 2008年～2010年　吉野砂里
- 2014年　　　　　　野村梨紗

## 衣装

### 旧diana時代(2006年～2014年)
- 初代（2006年～2007年）は、白色のベストと青色のピンストライプのスカートで、襟、インナーも青色の衣装に、左胸のβのロゴ、背中に三日月とdianaの文字が入る。
- 2代目（2008年～2009年）は、表は上下ともに両サイドが青色で中央が白色、背中側はお尻の部分だけが白色の衣装に、胸の中央にβのロゴ、背中に三日月にdianaの文字が入る。
- 3代目（2010年～2011年）は、紺色と白色のセーラー服のようなベストと折り目からピンクが覗く紺のスカートの衣装に、左胸に小さくβのロゴが入る。
- 4代目（2012年～2013年）は、全体が白色で胸元を留めたリボンと各所に入ったラインが濃紺の衣装。
- 4代目セカンドユニフォーム（2013年）は、全体が濃紺のセイラータイプで、ショートパンツが採用された。
- 5代目(2014年)は、白を基調として縁が青色で、サイドがレースアップ風の飾りとなったもの。

## 他団体との交流
- dianaが誕生する前にトリコロールランサーズ（横浜F・マリノスのチアリーディングチーム、現トリコロールマーメイズ）が横浜戦のチアリーディングを行っていた関係で結成当初からチア交流が続いており、2010年には新山陽子がdianaからトリコロールマーメイズに移籍した。
- 2007年よりチアドラゴンズ、M☆Splash!!との3球団合同リハーサルをきっかけにチア交流が続いている。この3チームは「Dream Park 野球場へ行こう」を同じ振付で共有している。ただし、2015年以降チアドラゴンズとの交流はない。2019年は交流が復活する模様。
- マツダオールスターゲーム2011では、主催者以外の多くが3名なのに対して、えみな、梨紗、いつみ、美穂の4名が派遣された。さらにラッキー（阪神タイガースのマスコットキャラクター）のバックダンサーにも参加した。
- 2011年には、Passionとの相互訪問によるチア交流が実現した。
- 2012年のセパ交流戦期間では、新マスコット「DB.スターマン」の紹介を目的にパリーグ6球団の主催試合にチア数名が派遣された。
- 2012年7月7日、かねてから交流の深かったチアドラゴンズとのナゴヤドームでの相互交流が実現した。
- マツダオールスターゲーム2012では、えみな、梨紗、彩花の3名が派遣された。
- マツダオールスターゲーム2013では、Natsuki、Reikaの2名が派遣された。
- マツダオールスターゲーム2014の第1戦では、Saria、Shioriの2名が派遣された。
- 2015年から4年間は相互交流は関東圏球団のみだったが、2019年はチアドラゴンズとの相互交流が再び行われた。

## 備考
- えみな卒業記念サイトとは、最後の現役1期生メンバーであった岩田えみなのdiana卒業にあたり、2012年9月29日から2013年3月16日まで公開された公式HP上の特別サイトの事である。38連載(告知を含む)、写真127枚、9動画のコンテンツの中に、現役、dianaOG、他球団チアを巻き込んだメッセージで綴られた。ただし実際は本人にとって2度目の卒業でもあり、1メンバーの卒業記念の枠をはるかに超えて、（結成当時を改めて振り返る最後のチャンスとして）本人をモチーフとしながらもdianaの歴史を写真で紹介するものとなった。更に、2011年から始まった球界チア全体としての交流の流れを汲む触媒的な意味合いも含まれていた。
- 2013年10月8日のYYパーク最終ステージにて、野村梨紗の引退発表が行われた。更に公式HP上で「ファンへのメッセージ」と「卒業スペシャルムービー」が公開された。このような扱いはめずらしく彼女で二人目となる。野村はdianaの特徴である「誰かがこうしよう、と言わなくても自然と皆が皆のために活動ができる」[9]の礎を築いた中心的存在であった。
- メンバーの卒業発表は2013年の野村の卒業以来行われなかったが、2018年にサポーティングガールズユニットからオフィシャルパフォーマンスチームへ肩書が変更になる際、翌シーズンのメンバー発表と同時にこの年のシーズンで卒業するメンバーの発表も行われるようになった。
- 2013年から『月の女神』(公式テーマ曲)の前フリに「勝利の道を照らすのはー(チャララン(効果音) ディアーナ)」と言うきめゼリフを習得した。その甲斐あってか2016年シーズン、チームはついに念願のCS出場を果たした。